# كيمبرلي غيلفويل
كيمبرلي آن غيلفويل (بالإنجليزية: Kimberly Guilfoyle) (وُلدت في 9 مارس 1969)، هي شخصية إعلامية أمريكية، عملت سابقًا كمُدعي عام في مدينتي سان فرانسيسكو ولوس أنجلوس. شغلت منصب مستشارة وقادت قسم جمع التبرعات في الحملة الرئاسية للرئيس دونالد ترامب لعام 2020، وهي حاليًا مرشحة لمنصب سفيرة الولايات المتحدة لدى اليونان في الولاية الثانية للرئيس ترامب.
درست غيلفويل في جامعة كاليفورنيا، ديفيس، ثم التحقت بكلية الحقوق في جامعة سان فرانسيسكو حيث حصلت على شهادة الدكتوراه في القانون. عملت كمُدعي عام في سان فرانسيسكو ولوس أنجلوس، وشغلت منصب مساعد المدعي العام في سان فرانسيسكو من عام 2000 حتى 2004. من عام 2001 إلى 2006، كانت متزوجة من السياسي الديمقراطي غافن نيوسوم، وشغلت منصب "السيدة الأولى لسان فرانسيسكو" خلال أول عامين من تولي نيوسوم منصب عمدة المدينة. كانت مخطوبة لنجل الرئيس الأمريكي السابق دونالد ترامب الابن، منذ عام 2021 وحتى انفصالهما في أواخر عام 2024.
عملت غيلفويل في شبكة فوكس نيوز من عام 2006 حتى 2018، وشاركت في تقديم برنامج ذا فايف (The Five) على الشبكة. وبعد مغادرتها القناة، انضمت إلى منظمة سياسات أمريكا أولًا، وهي لجنة عمل سياسية مؤيدة لترامب، لدعم الجمهوريين في انتخابات التجديد النصفي لعام 2018. في 10 ديسمبر 2024، رشّحها الرئيس المنتخب آنذاك دونالد ترامب لمنصب سفيرة الولايات المتحدة لدى اليونان.

## وصلات خارجية
- كيمبرلي غيلفويل على موقع IMDb (الإنجليزية)
- كيمبرلي غيلفويل على موقع إن إن دي بي (الإنجليزية)
- كيمبرلي غيلفويل على موقع قاعدة بيانات الفيلم (الإنجليزية)